# Cenodocus
Cenodocus – rodzaj chrząszczy z rodziny kózkowatych i podrodziny zgrzypikowych. 

## Zasięg występowania
Przedstawiciele tego rodzaju występują na Półwyspie Indochińskim, Wielkich Wyspach Sundajskich oraz wyspie Palawan.

## Systematyka
Do Cenodocus należy 6 gatunków:
- Cenodocus antennatus
- Cenodocus borneensis
- Cenodocus elegans
- Cenodocus granulosus
- Cenodocus laosensis
- Cenodocus palawanicola